# Mikroskop (zviježđe)
Mikroskop (lat. Microscopium) jedno je od 88 modernih zviježđa. Manja konstelacija južne polutke koju je uveo francuski astronom Nicolas Louis de Lacaille.
U ovom se zviježđu nalazi praznina Mikroskop.

## Vansjke poveznice
|  | Zajednički poslužitelj ima stranicu o temi Microscopium                    |
|  | Zajednički poslužitelj ima još gradiva o temi Microscopium (constellation) |